# Pseudobradya maxima
Pseudobradya maxima is een eenoogkreeftjessoort uit de familie van de Ectinosomatidae. De wetenschappelijke naam van de soort is voor het eerst geldig gepubliceerd in 1935 door Lang.